# Friedrich von Kall
Friedrich Georg von Kall (* 3. Juli 1742 in der Pfalz; † 30. November 1809 in Bialla) war ein preußischer Generalmajor.

## Leben

### Militärkarriere
Kall stand zunächst 1756 im Regiment „Volontaire de Clermont Prince“ in französischen Diensten. Am 5. November 1757 wurde er in der Schlacht bei Roßbach während des Siebenjährigen Krieges von preußischen Truppen gefangen genommen und daraufhin 1762 im Husarenregiment „von Lossow“ angestellt. Mit dem Regiment kämpfte er in der Schlacht bei Burkersdorf und erlitt dabei Verwundungen am Kopf und Ellenbogen. Am 29. April 1764 wurde Kall Kornett  und am 28. April 1766 Sekondeleutnant. Als solcher kam Kall Anfang Juli 1770 zum Bosniaken-Regiment. Während des Bayerischen Erbfolgekrieges nahm Kall am Gefecht bei Jägerndorf teil, wurde im Mai 1779 Rittmeister und Eskadronchef sowie im Februar 1788 Major.
Durch König Friedrich Wilhelm II. wurde er am 7. Juni 1792 für sich und seine Familie in den erblichen Adelsstand erhoben.
Kall kam mit seinem Regiment 1794/95 im Feldzug in Polen zum Einsatz und erhielt für seine Leistungen am 8. August 1794 den Orden Pour le Mérite. Im Januar 1796 stieg er zum Oberstleutnant auf und wurde am 20. Mai 1798 mit Patent vom 3. Juni 1798 zum Oberst befördert. Im Oktober des Folgejahres ernannte man ihn zum Regimentskommandeur. Im Vierten Koalitionskrieg 1806/07 führte Kall, nunmehr seit Mai 1806 Generalmajor sein Regiment u. a. in der Schlacht bei Jena und Auerstedt.
Nach dem Frieden von Tilsit wurde Kall alters- und krankheitsbedingt unter Verleihung des Roten Adlerordens mit einer Pension von 1000 Talern am 7. November 1807 der Abschied gewährt. Durch die schwierige Lage der Staatskasse infolge der Kriegskontributionen erhielt er jedoch nur die Hälfte der jährlichen Pension ausgezahlt.

### Familie
Kall hatte sich 1783 mit Helene Christiane Juliane von Heilsberg (* 28. April 1761; † 18. November 1831 in Königsberg) verheiratet. Aus der Ehe gingen folgende Kinder hervor:
- Theodor Georg Friedrich (1781–1813), preußischer Major, zuletzt Kommandeur des 2. Leib-Husaren-Regiments, Ritter des Ordens Pour le Mérite
- Philipp Valentin (* 31. Dezember 1788 in Stallupönen; † 27. April 1813 bei Kahla), preußischer Rittmeister, zuletzt Chef der Kosaken-Eskadron im Garde-Husaren-Regiment, Ritter des Ordens Pour le Mérite
- Friedrich Wilhelm Ferdinand (* 28. März 1800 in Zabłudów), preußischer Premierleutnant
- Heinrich Johann (* 21. August 1801 in Zabłudów; † 14. März 1853), preußischer Hauptmann a. D.